# Прадо, Эрика
Эрика Прадо (англ. Erika Prado; 1 сентября 1984, Уэст-Ковина, Калифорния) — американская футболистка, полузащитница.

## Биография
Происходит из семьи этнических мексиканцев, родители — Хосе и Эухения Прадо. Начинала выступать в студенческих соревнованиях за «Пасадена Сити Колледж». В 2005—2007 годах играла за команду «Кал Стэйт ЛА Голден Иглз», представлявшую один из университетов Калифорнии, за три сезона приняла участие в 59 матчах, забила 4 гола и отдала 17 результативных передач. Включалась в символические сборные на уровне штата и западного региона США.
Включалась в расширенный состав юниорской сборной США, также приглашалась на просмотр в сборную Мексики, но в официальных матчах не играла.
В 2008 году играла в любительской W-лиге за «Пали Блюз» и стала победительницей соревнований. В 2009 году играла за другой клуб в этой же лиге — «Индиана», стала победительницей своего дивизиона.
Летом 2011 года перешла в российский клуб «Энергия» (Воронеж). Дебютный матч в высшей лиге России провела 1 августа 2011 года против «Россиянки», отыграв первые 56 минут. Всего в сезоне 2011/12 сыграла 3 матча в чемпионате России и во время зимнего перерыва покинула команду. «Энергия» в итоге стала бронзовым призёром чемпионата.
После возвращения из России завершила игровую карьеру. Работала частным тренером в Лос-Анджелесе, также сотрудничала со студенческими и любительскими клубами — была ассистентом тренера в клубах «Кал Поли Помона» и «Лос Анджелес Премьер».